# Рачунари у вашој кући
Рачунари у вашој кући је био српски рачунарски часопис у издању издавачко-графичког завода ООУР Дуга (БИГЗ Дуга), уједно и издавача научно-популарног часописа Галаксија.

## Историја
Први број је изашао у децембру 1983. и имао је ознаку јануара 1984. Тираж првог броја био је 30.000 примерака и брзо је распродат, па је штампано још 30.000 и још 40.000 примерака.  Издавање је изазвало сензацију на тржишту СФРЈ, јер до тада није постојао специјализовани часопис за рачунаре, који су тада све више улазили у друштво. Други број се чекао се до јула 1984., што је била пословна политика. Због рупе на тржишту појавили су се први озбиљни конкуренти: словеначки часопис Мој микро (Дело) и српски часопис Свет компјутера (Политика). За разлику од словеначког Мој микро, Рачунари су штампани на новинском папиру, али у боји, а продајна цена је била знатно јефтинија. Прво издање је садржало упутства за самосталну израду кућног рачунара Галаксија, а неколико наредних издања садржало је одељке о различитим модификацијама кола и софтвера за исти рачунар. Часопис се бавио разним темама: кућни рачунари, софтвер, хардвер, а касније све више описа рачунара, мрежа...
Рачунари у вашој кући укинути су 1999. године. због проблема у пословању БИГЗ Дуга, као и због одласка комплетне редакције која је основала нови часопис PC press.